# فاگوکاتا
در تقسیم‌بندی‌های جانورشناسی و شاخه کرم‌های پهن، فاگوکاتا (به انگلیسی:  Phagocata) سرده ای از پلانارید تریکلاد (به انگلیسی:  planariid triclad) است.